# 中央造幣廠
中央造幣廠（ちゅうおうぞうへいしょう、英語: Central Mint of China）は、中華民国の硬貨製造、勲章・褒章及び金属工芸品等の製造、地金・鉱物の分析及び試験、貴金属地金の精製、貴金属製品の品位証明（ホールマーク）などの事業を行う機関。
本部は桃園市亀山区の造幣局に置かれている。